# Улентуй
Уленту́й (бур. Υлэнтэ) — улус в Закаменском районе Бурятии, административный центр сельского поселения «Улентуйское».

## География
Улус находится в 19 км к северо-востоку от районного центра, города Закаменска, в межгорной долине реки Улентуй (левый приток Джиды), в 6 км к северо-западу от её устья.

## Название
Предположительно, название улуса произошло от булагатского рода "үлэнтэ".

## История
В январе 1931 года в Улентуе образовался первый колхоз имени Ленина.
В годы Великой Отечественной войны 58 улентуйцев ушли на фронт, домой вернулись 33 человека.
В 1950 году улентуйский колхоз был объединён с другими и получил имя А. А. Жданова. В 1956 году правление колхоза из Улентуя было переведено в улус Дутулур. Туда же переселились многие семьи из Улентуя. В 1990-е годы колхоз распался на отдельные крестьянские хозяйства.
В начале 1930-х годов в Улентуе появилась изба-читальня. В 1936 году построена начальная школа с шестью классами. В 1947 году, вместо разобранного и увезённого в Цакир здания школы, было построено новое здание начальной школы. В 1986 году методом народной стройки возведено новое здание для школы. В 1996 году в Улентуе построен спортзал. В 2002 году улентуйская школа стала средней общеобразовательной.
В июне 1994 года решением главы закаменской районной администрации образована Улентуйская сомонная администрация, первым главой которой стала В. Ц. Хайдапова.

## Население
| 2002 | 2010 | 2012 | 2013 | 2014 | 2015 | 2016 |
| ---- | ---- | ---- | ---- | ---- | ---- | ---- |
| 285  | ↗375 | ↘361 | ↗371 | ↘364 | ↘347 | ↘333 |
| 2017 | 2018 | 2019 | 2020 | 2021 | 2023 | 2024 |
| ↘320 | ↗332 | ↘330 | ↘323 | ↘321 | ↘309 | ↘307 |

Население полностью бурятское.

## Инфраструктура
- Администрация сельского поселения
- Фельдшерско-акушерский пункт
- Средняя общеобразовательная школа
- Детский сад
- Дом культуры
- Сельская библиотека.
- Рядом с улусом находятся несколько фермерских хозяйств.

## Известные люди
- Б. Ш. Доржиев — профессор ВСГАКИ, Заслуженный деятель науки Республики Бурятия.
- Л. Н. Муруева — Заслуженный врач Республики Бурятия[2].